# PGC 212966
LEDA/PGC 212966 ist eine Elliptische Galaxie vom Hubble-Typ dE im Sternbild Andromeda am Nordsternhimmel. Sie ist schätzungsweise 969 Millionen Lichtjahre von der Milchstraße entfernt und hat einen Durchmesser von etwa 170.000 Lichtjahren.
Im selben Himmelsareal befindet sich u. a. die Galaxien NGC 898, PGC 9108, PGC 9151, PGC 2188914.